# Parapanteles
Parapanteles is een geslacht van insecten uit de orde vliesvleugeligen (Hymenoptera) en de familie schildwespen (Braconidae).

## Soorten
Deze lijst van 21 stuks is mogelijk niet compleet.
- P. aletiae (Riley, 1881)
- P. complexus Valerio & Janzen, 2009
- P. continua Valerio & Whitfield, 2009
- P. em Valerio & Whitfield, 2009
- P. gerontogeae Donaldson, 1991
- P. lincolnii Valerio & Whitfield, 2009
- P. mariae Valerio & Whitfield, 2009
- P. masoni Austin & Dangerfield, 1992
- P. nephos Valerio & Whitfield, 2009
- P. noae Valerio & Whitfield, 2009
- P. paradoxus (Muesebeck, 1958)
- P. polus Valerio & Whitfield, 2009
- P. rarus Valerio & Whitfield, 2009
- P. rooibos Valerio, Whitfield & Kole, 2005
- P. scotti Valerio & Whitfield, 2009
- P. shivranginii Sathe & Ingawale, 1989
- P. sicpolus Valerio & Whitfield, 2009
- P. sireeshaae Ahmad & Akhtar, 2010
- P. tessares Valerio & Whitfield, 2009
- P. thrix Valerio & Whitfield, 2009
- P. tlinea Valerio & Whitfield, 2009